# (29514) Karatsu
(29514) Karatsu est un astéroïde de la ceinture principale.

## Description
(29514) Karatsu est un astéroïde de la ceinture principale. Il fut découvert le 25 décembre 1997 à Chichibu par Naoto Satō. Il présente une orbite caractérisée par un demi-grand axe de 2,94 UA, une excentricité de 0,16 et une inclinaison de 15,3° par rapport à l'écliptique.

## Compléments